# Arabischer Soldatenfriedhof Barcia

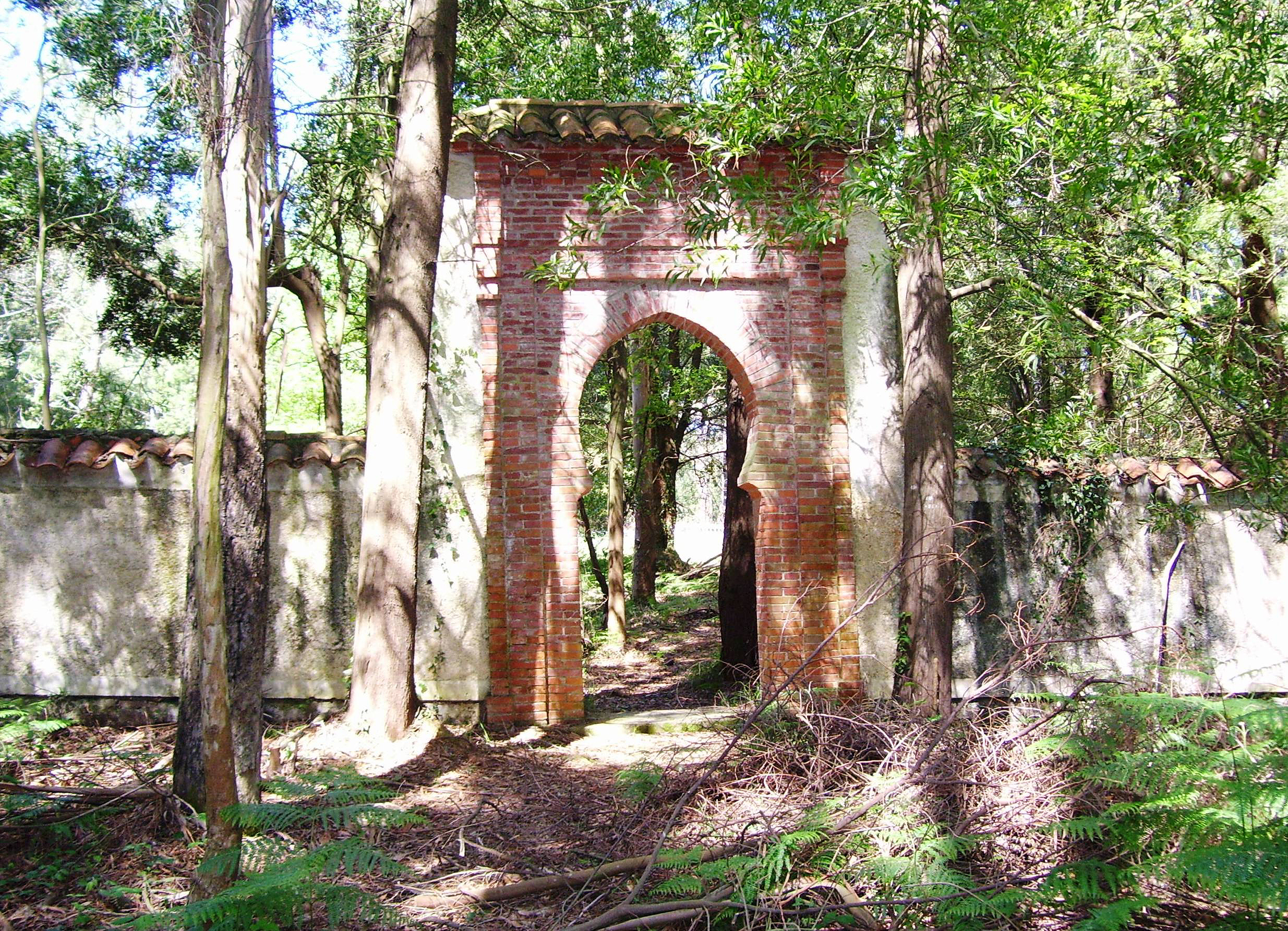
Portal des Soldatenfriedhofes im Mudéjarstil

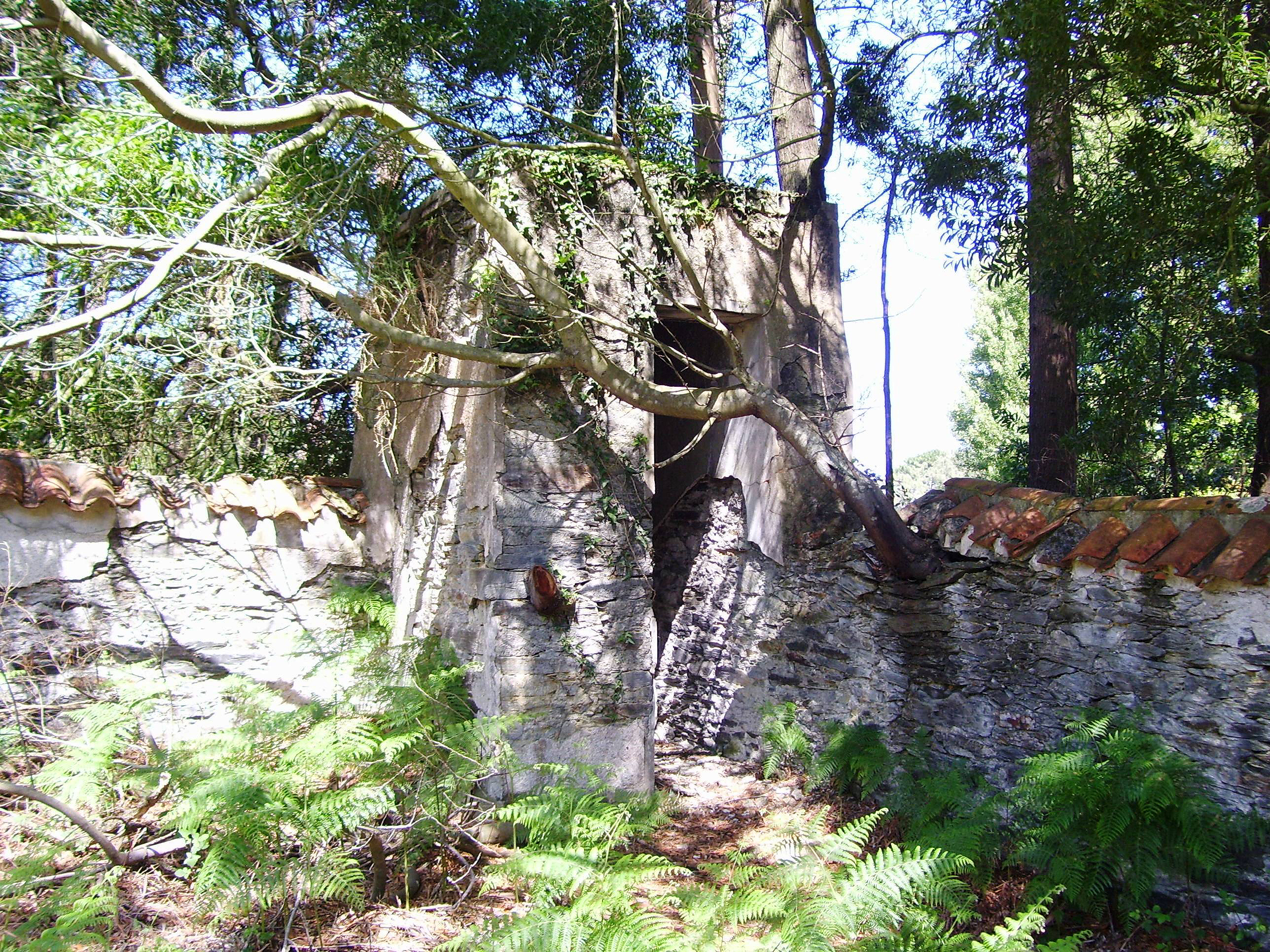
Einer der vier Wachtürme des Soldatenfriedhofes

Der Arabische Soldatenfriedhof Barcia oder besser bekannt als der Moro-Friedhof befindet sich in der Pfarrei Barcia in der Gemeinde von Valdés (Asturien). Er wurde 1936 während des Spanischen Bürgerkrieges erbaut, um arabische Legionäre aus Marokko, die bei der Offensive von Oviedo fielen, beizusetzen. Die marokkanischen Soldaten der Spanischen Legion wurden als Kanonenfutter westlich von Oviedo bei Kämpfen in El Escamplero eingesetzt.
Es gibt keine Angaben über die Zahl der arabischen Legionäre, die auf dem Soldatenfriedhof bestattet wurden. Einige Quellen gehen von bis zu 300 Gräbern aus. Zudem wurden auf den Gemeindefriedhof von Barcia weitere 120 arabische Legionäre bestattet. Die gefallenen arabischen Legionäre wurden ohne Identifizierung begraben.
Der Soldatenfriedhof hat etwa 4000 Quadratmeter und ist einer der größten Soldatenfriedhöfe in Nordspanien. Auf dem Soldatenfriedhof befinden sich die Reste einer Moschee, die anscheinend nie vollendet wurde. Der Friedhof wurde mit einer Mauer umfasst, die den Friedhof rechteckig mit vier Wachtürmen komplett umfasst. Zutritt zu dem Soldatenfriedhof erhält man über ein arabisches Portal.
Heute ist der Friedhof mit Akazien, Eukalypten und Pinien überwuchert. Das Ziel der lokalen Verwaltung ist es, den arabischen Soldatenfriedhof wiederherzustellen. Derzeit erfolgt zur Bewahrung des Soldatenfriedhofes die Erfassung des Friedhofes als geschichtliches Erbe Spaniens. Der Soldatenfriedhof wurde mit 29 weiteren Gebäuden in Asturien unter Denkmalschutz gestellt.